# Tibet Museum (Lhasa)
Het Tibet Museum is een officieel museum in de Tibetaanse Autonome Regio. Het werd geopend op 5 oktober 1999 en heeft een collectie van ongeveer 1000 voorwerpen uit de Tibetaanse kunst tot architectuur.

## Buitenzijde
| Voorkant |  | Zicht vanaf het museum |
| Voorkant |  | Zicht vanaf het museum |

Het museum is gevestigd in een L-vormig gebouw aan de voet van het Potalapaleis en op de hoek van de Norbulingka-weg. Het gebouw is opgetrokken uit een combinatie van moderne en traditionele Tibetaanse bouwkunst.
Het gebouw bestaat uit grijze muurblokken met bovenaan donkerbruine en witte panelen en een goudkleurig hellend dak. Het museum bestaat uit drie hoofdgedeeltes: een expositieruimte, een culturele tuin en een kantoor.
Het gehele museumterrein beslaat 53.959 vierkante meter waarvan het gebouw 23.508 vierkante meter in beslag neemt.

## In het museum
| Bovenverdieping met zicht over verschillende verdiepingen |  | Boot van jakleer, weefgetouw, fotowand en andere kunstvoorwerpen |
| Bovenverdieping met zicht over de centrale expositiehal   |  | Fotowand, boot van jakleer, weefgetouw en andere artefacten      |

In het gebouw zelf is er 10.451 vierkante meter gereserveerd als expositieoppervlakte. De centrale binnenhal in het gebouw heeft een witte, glanzende vloer waarbij gebruikgemaakt is van oorspronkelijke kloosterbouw. Het plafond bestaat uit grote ramen vanwaaruit daglicht het museum binnenstraalt.
De expositie van de geschiedenis van de Tibetaanse cultuur is onderverdeeld in prehistorische kunst, ondeelbare politieke geschiedenis, cultuur en kunst en volksgebruiken.

### Prehistorische kunst
De sectie in het museum over de prehistorie van Tibet beslaat de periode tussen 50.000 en 3.000 jaar geleden. Veel van de voorwerpen zoals gereedschappen, potten en andere voorwerpen van steen, botten en metaal werden uit de bodem gehaald in Karuo en Qugong en vertegenwoordigen de neolithische cultuur van het Tibetaans Hoogland. Ook wordt er een variatie getoond aan flora en verschillende geologische stukken.

### Ondeelbare politieke geschiedenis
Dit gedeelte van het museum legt de focus op verschillende dynastieën uit de geschiedenis van Tibet. Het museum exposeert veel Tibetaanse zegels, boeken, officiële documenten en giften van keizers, die een blik geven in de politieke uitwisselingen tussen Tibetaanse heersers en vertegenwoordigers van de Han-dynastie, evenals de relatie tussen de regering in Peking en de Tibetaanse regionale garpöns. Het museum betoogt met de collectie dat de Tibetaanse geschiedenis onafscheidelijk is van China als geheel.
Toeristen wordt de originele kopie getoond van het 17 puntenakkoord dat in 1951 werd ondertekend en Tibet weer onder het centrale gezag van China bracht. Verder is een Gouden urn te zien die gebruikt is voor de selectie van een pänchen lama en is er een audiopresentatie.

### Kunst en cultuur
| Thangka |  | Tibetaanse gau |
| Thangka |  | Tibetaanse gau |

| Museumstukken |  | Koraalmasker   |
| Museumstukken |  | Koralen masker |

In deze sectie wordt een variatie stukken getoond waaronder boeken in Tibetaans schrift, documenten, rollen, stukken uit de theaterkunst, muziekinstrumenten, geneeskunde, astrowetenschappen en kalenderberekeningen, beeldhouwkunst, Tibetaanse schilderkunst en andere kunst.
Er zijn een groot aantal beelden van boeddha's en bodhisattva's, juwelen, maskers en ander handwerk tentoongesteld. Verder zijn er zeldzame documenten te zien zoals soetra's die geschreven zijn op plantenbladeren en berkenplanken en documenten die met goud, zilver of koraalpoeder zijn geschreven.

### Volksgebruiken
Dit gedeelte van het museum herbergt stukken uit de Tibetaanse kledingtraditie, dagelijkse gereedschappen en gebruiksvoorwerpen en communicatiemiddelen.
De tentoongestelde voorwerpen geven een beeld van de huiselijke omgeving van Tibetanen evenals de invloed van de Hancultuur op de Tibetaanse bevolking.